# آکی تاکاجو
آکی تاکوجو (انگلیسی: Aki Takajo; ۳ اکتبر ۱۹۹۱ – ) شخصیت تلویزیونی، خواننده و بازیگر ژاپنی است. او عضو پیشین گروه موسیقی ژاپنی ای‌کی‌بی ۴۸ و جی‌کی‌تی ۴۸ بود.